# Врач-ординатор
Клини́ческий ордина́тор, также врач-ордина́тор (от лат. ordinator — приводящий в порядок, распорядитель) — врач, обучающийся в ординатуре в медицинском вузе на кафедрах последипломного образования и проходящий обучение на клинических базах в лечебно-профилактических учреждениях.
В больнице ординатор под контролем врача-специалиста выполняет обходы больных, врачебные процедуры, назначает лечение, ведёт истории болезни, несёт дежурства.
В поликлинике ординатор в качестве участкового врача или врача-стажёра принимает больных, назначает лечение, заполняет медицинские карты амбулаторных больных, выдаёт листок нетрудоспособности, осуществляет диспансеризацию, ведёт санитарно-просветительскую работу.
Ординаторы могут подразделяться по годам обучения.